# ملعب أوساكا إكسبو 70

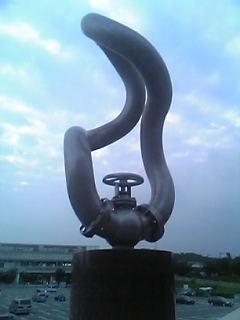
التمثال على مدخل ملعب أوساكا إكسبو 70، مكتوب تحته "流れる美と力" والتي تعني (الجريان الجميل والقوي) والذي يعبر عنه بتمثال الأنابيب هذا.

ملعب أوساكا إكسبو 70 (باليابانية: 万博記念競技場) تلفظ (بامباكو كينين كيوغي جو) هو استاد يقع في مدينة سويتا، محافظة أوساكا، اليابان. أقيم هذا الملعب ضمن حديقة إكسبو 70 التذكارية التي أقيم فيها معرض إكسبو 70.
هذا الملعب هو ملعب أرض فريق غامبا أوساكا، الذي يلعب في الدوري الياباني.

## وصلات خارجية
- موقع الملعب باللغة الإنكليزية
- موقع الملعب باللغة اليابانية